# Frosta (Bydgoszcz)

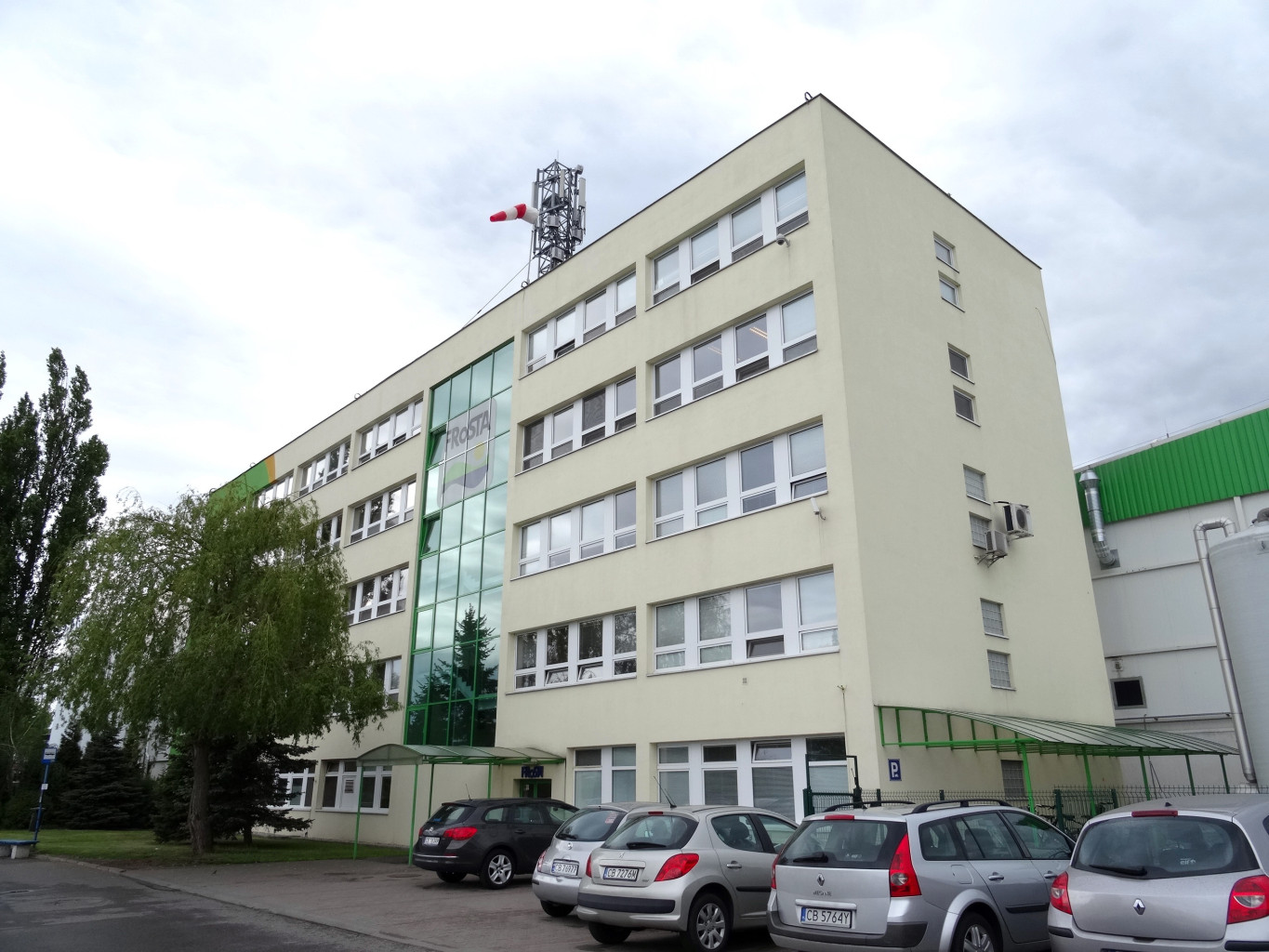

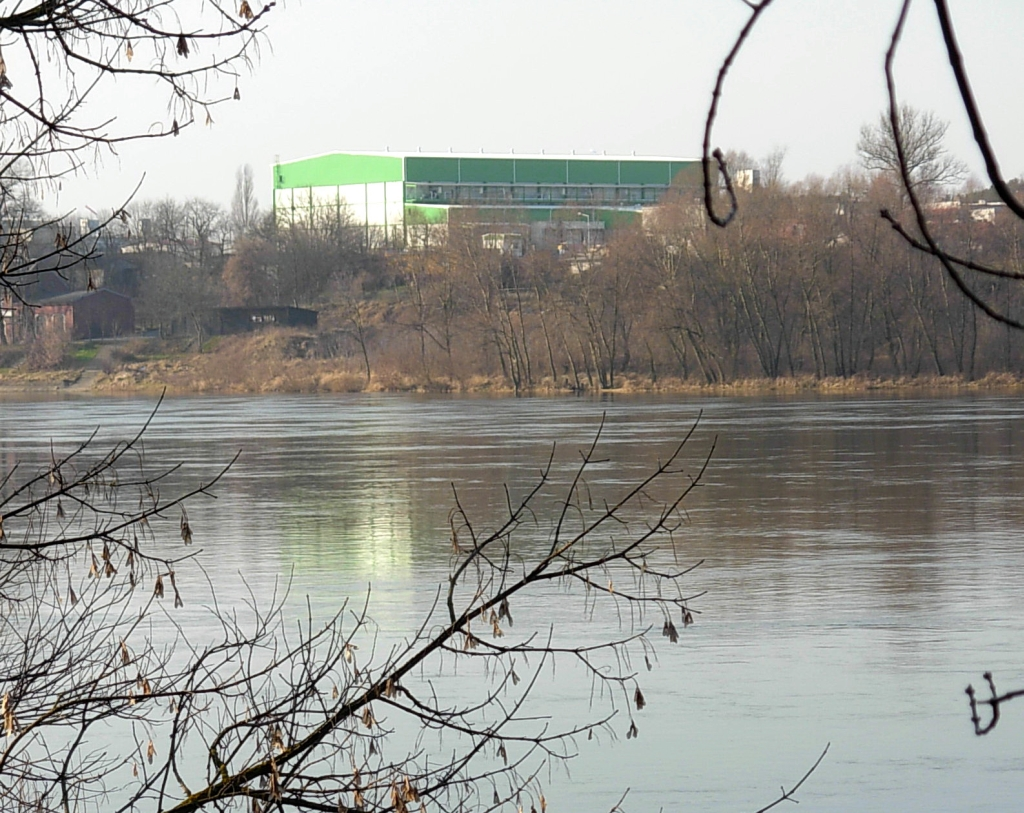
Widok od strony Wisły

Frosta – zakład przemysłu spożywczego w Bydgoszczy w obiektach byłego Przedsiębiorstwa Produkcyjno-Handlowego „Centrala Rybna”; producent m.in. paluszków rybnych.

## Charakterystyka
Firma należy do międzynarodowej grupy FRoSTA AG z siedzibą w Niemczech. Firma zatrudnia około 1600 pracowników i jest właścicielem 3 fabryk w Niemczech oraz jednej w Polsce (w Bydgoszczy), jak również kilku przedstawicielstw handlowych w innych krajach (Francja, Austria, Czechy, Węgry, Rumunia). Zakład Frosty w Bydgoszczy produkuje na rynek polski oraz na eksport do krajów Europy Zachodniej, Środkowej i byłego ZSRR. Zatrudnienie sięga 600 osób. Zakład wykorzystuje dużym stopniu energię ekologiczną (panele słoneczne, instalacja amoniakalna) oraz posiada własną oczyszczalnię ścieków.
Firma posiada certyfikaty jakości: ISO 9001, International Food Standard (IFS), British Retail Consorcium (BRC).

### Produkty
Pod marką FRoSTA dostępnych jest prawie 80 produktów mrożonych w kategoriach:
- Przetwory z ryb
  - Paluszki rybne
  - Ryby z pieca
  - Filety rybne
  - Produkty rybne w panierce
- Warzywa
  - Warzywa na patelnię
  - Mieszanki warzywne
  - Szpinaki
  - Paluszki warzywne
  - Warzywa w kartonikach
- Dania gotowe
  - Smaki Świata
  - Pasta Italia
  - Dania rybne
- Produkty z kurczaka
  - Chickensy
  - Wingsy
  - Stripsy
  - Fingersy
- Zioła
  - Czosnek
  - Bazylia
  - Koperek
  - Pietruszka
  - Mieszanka 8 ziół
- Sery panierowane
- Ciasto francuskie
- Owoce morza

Bestsellerem marki Frosta na rynku polskim są Złote Paluszki Rybne.

## Historia
Spółka Frosta powstała w Niemczech w 1905 roku. W październiku 1998 rozpoczęła działalność na rynku polskim, początkowo jako dystrybutor mrożonek, a od kwietnia 1999 jako producent konfekcjonowanych produktów rybnych w zakładzie w Bydgoszczy. W tym celu spółka zakupiła obiekty istniejącego w czasach PRL i ostatecznie zlikwidowanego w lipcu 2005 roku Przedsiębiorstwa Produkcyjno-Handlowego „Centrala Rybna” w Bydgoszczy w dzielnicy Brdyujście przy ul. Witebskiej. Właścicielem "Centrali Rybnej" Frosta została w sierpniu 1999. Linię produkcyjną oraz markę "Kapitana Iglo" (poprzednika "Złotych Paluszków Rybnych") przejęła 3 miesiące później, w połowie listopada 1999 r.
W styczniu 2000 zainaugurowano kampanię reklamową Złotych Paluszków Rybnych, które stanowią bestseller marki. W kolejnych latach asortyment poszerzono o gotowe dania warzywne, drobiowe oraz zioła. W 2008 roku (od lutego do czerwca) przeprowadzono modernizację fabryki, m.in. instalując nową linię technologiczną do produkcji paluszków rybnych. Jesienią 2011 zdecydowano się na kampanię ekologiczną, usuwając z produktów zbędne wzmacniacze smaku, barwniki spożywcze i aromaty oraz adaptując standardy środowiskowe w zakresie zrównoważonego rybołówstwa.
We wrześniu 2017 przy ulicy Witebskiej otwarto nową halę produkcyjną o powierzchni 5,5 tys. m kw. z nową linią produkcyjną wyrobów rybnych.